# Armenia (Quindío)
Armenia – miasto w zachodniej Kolumbii, w Kordylierze Środkowej (Andy Północne). Jest stolicą prowincji Quindío. W 2018 roku miasto liczyło 287 245 mieszkańców.

## Charakterystyka
W mieście rozwinięty jest przemysł maszynowy i materiałów budowlanych. Ponadto jest ośrodkiem handlowym regionu uprawy kawowca. Mieści się tu siedziba diecezji rzymskokatolickiej. Około 10 km na południowy zachód od Armenii położony jest port lotniczy El Eden

## Urodzeni w Armenii
- Óscar Murillo, piłkarz[6]

## Miasta partnerskie
Miasto Armenia ma podpisane umowy międzynarodowe o współpracy z takimi miastami jak: 
- Manizales, Kolumbia
- Pereira, Kolumbia
- Rajpur, Indie